# Mohammad Hassan Ansarifard
Mohammad Hassan Ansarifard (en persa: محمدحسن انصاری‌فرد‎; Teherán, Irán; 9 de septiembre de 1962) es un exfutbolista, entrenador de fútbol sala y dirigente deportivo de Irán que jugaba en la posición de centrocampista. Es el presidente del Persepolis FC desde 2019.

## Carrera

### Club
| Periodo   | Club          |
| --------- | ------------- |
| 1973–1975 | Shahin FC     |
| 1975–1979 | Homa FC       |
| 1979–1984 | Keshavarz FC  |
| 1984–1992 | Persepolis FC |
| 1992–1994 | Keshavarz FC  |

### Selección nacional
Jugó para Irán en 14 ocasiones entre 1985 y 1992 donde anotó 3 goles, ganó la medalla de oro en los Juegos Asiáticos de 1990 y en la Copa Asiática 1988.

### Entrenador
Dirigió a la selección nacional de fútbol sala, con la que salió campeón en tres ediciones del Campeonato Asiático de Futsal. También dirigió a equipos locales como el Persepolis FSC y al Iran Khodro.

## Dirigente
De 2006 a 2010 fue parte del coomité ejecutivo de la Federación de Fútbol de Irán, ha estado en tres periodos diferentes como presidente del Persepolis FC y también fue presidente del Rah Ahan FC de 2007 a 2012.

## Logros

### Club
- Copa Hazfi (2): 1987–88, 1991–92
- Tehran Province League (4): 1987–88, 1988–89, 1989–90, 1990–91
- Asian Cup Winners' Cup (1): 1990–91

### Selección nacional
- Asian Games Gold Medal (1): 1990
- Campeonato Asiático de Futsal (3): 2002, 2003, 2004